# Şah Sultan (figlia di Selim II)
Şah Sultan (turco ottomano: شاہ سلطان , lett. "sovrana"; Karaman, 1543 – Costantinopoli, 3 novembre 1580) è stata una principessa ottomana, figlia del sultano Selim II e della sua favorita, Haseki Sultan e moglie legale Nurbanu Sultan.

## Biografia

### Origini
Şah nacque a Karaman nel 1543. Era la primogenita dell'allora Şehzade e governatore della regione Selim, figlio del Sultano Solimano e Hürrem Sultan, e della sua favorita Nurbanu Sultan. Aveva tre sorelle minori, Gevherhan Sultan, Ismihan Sultan e Fatma Sultan, un fratello minore, Murad, e sette fratellastri minori morti infanti per mano di suo fratello. 

### Matrimoni
Nel 1562 Selim, rimasto l'unico erede al trono, organizzò matrimoni politicamente vantaggiosi per le sue tre figlie maggiori. Il 17 agosto Şah sposò il capo falconiere Hasan Aga, Gevherhan l'ammiraglio Piyale Paşa e Ismihan il Gran Visir Sokollu Mehmed Pasha. Il tesoro imperiale assegnò a ciascuna sposa una dote di 15.000 fiorini d'oro. 
Şah rimase vedova nel 1574, senza aver avuto figli, e l'anno seguente sposò Zal Mahmud Pasha, un uomo che aveva apparentemente scelto lei e di cui si era innamorata. Il matrimonio si rivelò molto felice ed ebbero una figlia e un figlio. 

### Morte
Şah morì, probabilmente per malattia, il 3 novembre 1580, appena un mese dopo la morte di parto di sua sorella minore Fatma Sultan. Suo marito la seguì dodici giorni dopo, malgrado una leggenda voglia che i due siano morti insieme, l'uno nelle braccia dell'altro.  Şah e suo marito vennero sepolti nel loro mausoleo nella moschea che avevano costruito, la Zal Mahmud Paşah Cami.

## Discendenza
Dal suo secondo matrimonio, Şah ebbe una figlia e un figlio:
- Fülane Hanımsultan (1575 - 1660). Sposò Abdâl Hân, emiro di Bitlis, da cui ebbe due figli: 
  - Zeyneddin Bey. Descritto come alto, nobile e dagli occhi scuri, il 31 luglio 1655 fu nominato Khan di Van da Melek Ahmed Pasha. Morì ucciso dal suo fratellastro maggiore Nuhreddin, che poi fu a sua volta condannato e giustiziato da Abdal Han.
  - Şerefeddin Bey, più noto come Emiro Sharaf Khan VI.
- Sultanzade Köse Hüsrev Pasha (1576/1577 - ?), morto in guerra contro i persiani safavidi.